# Ivan Kovačec
Ivan Kovačec (Zagabria, 27 giugno 1988) è un calciatore croato, centrocampista del Sankt Michael.